# Treasure Seekers: Tibet's Hidden Kingdom
Treasure Seekers: Tibet's Hidden Kingdom, Nederlandse vertaling Tibet: Het verboden koninkrijk, is een Amerikaanse documentairefilm uit 2001. De film is geregisseerd door Graham Townsley in opdracht van National Geographic.

## Verhaal
Tibet was anno 1865 een verboden land voor buitenlanders en werkte daarom als magneet op ontdekkingsreizigers en strategen van machtige landen in de regio, zoals het Verenigd Koninkrijk, dat de scepter in India zwaaide. Westerlingen werden er zonder pardon vermoord, verminkt of rechtstreeks teruggebracht naar de grens.

De Engelsen zagen de uitbreidende macht van het Keizerrijk Rusland als een bedreiging en wisten niets van Tibet af. Thomas George Montgommerie was als Brits officier bij de Koninklijke Genie landmeetkundig onderzoeker en had geheel India in kaart gebracht. Hij merkte op dat Indiërs wel tot Tibet werden toegelaten en blanken niet. Hij stelde toen het plan voor om een Indiër op te leiden in spionage en landmeetkunde.

De basisschoolleraar Nain Singh Rawat werd daarvoor gevraagd. Hij kreeg een opleiding van twee jaar, waarin hij onder andere leerde om passen van gelijke lengte van 80 cm te maken. Hij verbleef achttien maanden in Tibet en werd een van de grootste Tibetologen uit de geschiedenis.
Een kleine veertig jaar verder is de carrière van legerofficier en ontdekkingsreiziger Francis Younghusband een flop. De Engelsen horen van de aanwezigheid van Russische gezanten in Tibet terwijl de Koude Oorlog tussen beide grootmachten, The Great Game, volop een feit is. Een legermacht met een enorme ondersteuning van dieren en Indische helpers trekt op weg naar Lhasa, waar het Tibetaanse leger met eeuwenoud materiaal geen enkele kans maakt tegen het Britse leger.
De Britten werden in Lhasa met applaus ontvangen, dachten ze; de Tibetanen klapten bij binnenkomst van het Britse leger in hun handen om de duivels te verdrijven. Een ander cultuurverschil die Younghusband's leven voorgoed zou veranderen, was de vredelievendheid van de Tibetanen; de Westerse wereld kende allen gevechten en oorlogen wanneer twee machten met elkaar in conflict kwamen.

## DVD
De dvd is verdeeld in de volgende scènes:
- Inleiding
- Het land van de monniken
- Nain Singh
- De karavanen
- Het mysterieuze Lhasa
- Terugkeer naar India

## Rolverdeling
| Acteur           | Personage |
| ---------------- | --------- |
| Gavin MacFadyen  | verteller |
| Nain Singh Rawat | ?         |